# Adralesto (doméstico das escolas)

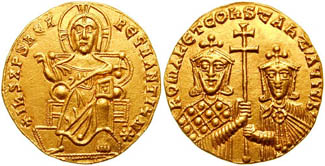
Soldo de r. e r.

Adralesto (em grego: Ἀδράλεστος; romaniz.: Adrálestos) foi um doméstico das escolas (comandante-em-chefe do exército bizantino) nos primeiros anos do reinado do imperador Romano I Lecapeno (r. 920–944). Pouco se sabe sobre ele. Aparentemente foi nomeado ao posto após Romano I ascender ao trono em 920, em sucessão a João Garidas, e manteve o posto até sua morte mais tarde em 920 ou 921, uma vez que já é mencionado como estando morto por aquele ano.
O sucessor de Adralesto foi Potos Argiro. Sua família é desconhecida. Rodolphe Guilland considera-o um ancestral, talvez avô, de Adralesto Diógenes, estratego do Tema da Anatólia em 970, mas há pouca evidência concreta além da semelhante dos nomes para apoiar essa afirmação.